# Rasoul Korbekandi
Mohammad Reza Rasoul Korbekandi (ur. 27 stycznia 1953 w Isfahanie) – irański piłkarz występujący na pozycji bramkarza.

## Kariera klubowa
Rasoul Korbekandi w czasie kariery piłkarskiej występował w drużynie Zob Ahan Isfahan.

## Kariera reprezentacyjna
W reprezentacji Iranu Korbekandi zadebiutował w 1970 roku.
W 1978 roku został powołany do kadry na mistrzostwa świata. Iran zakończył turniej na fazie grupowej, a Korbekandi był rezerwowym i nie wystąpił w żadnym meczu.

## Kariera trenerska
Po zakończeniu kariery piłkarskiej Korbekandi został trenerem. W latach 1983–1993 prowadził swój były klub Zob Ahan. Z Zob Ahan zdobył Puchar Hazfi w 1993. W latach 1996–2000 był trenerem lokalnego rywala – Sepahan. W latach 2004–2007 ponownie trenował Zob Ahan, z którym zdobył wicemistrzostwo Iranu w 2005. W 2009 spadł z Bargh Shiraz do drugiej ligi. W 2012 po raz trzeci prowadził Zob Ahan.